# Björna 207:1
Björna 207:1 är en av två samiska härdar vid Jonketjärnen söder om Lägstaån i Björna, i Örnsköldsviks kommun, och har tillhört en boplats. Härden  upptäcktes av Bernt Ove Viklund 1988 och inventerades 1991.

## Beskrivning
Härden är oval 1,15 x 0,85 meter och 5 centimeter hög. Härden har ett tiotal synliga stenar och är stenfylld. Stenarna sticker upp 5-10 centimeter. Härden är belägen på en platå vid Jonketjärnen på torr tallskogsmark strax ovanför strandkanten. Kolprov togs ur härden hösten 1990 av Länsmuseet Murberget.

## Fotnoter
1. ↑  Enligt Riksantikvarieämbetets definition är en härd en avgränsad eldplats som anlagts utomhus eller inne i kåta, hydda eller hus.[1]